# Torkret

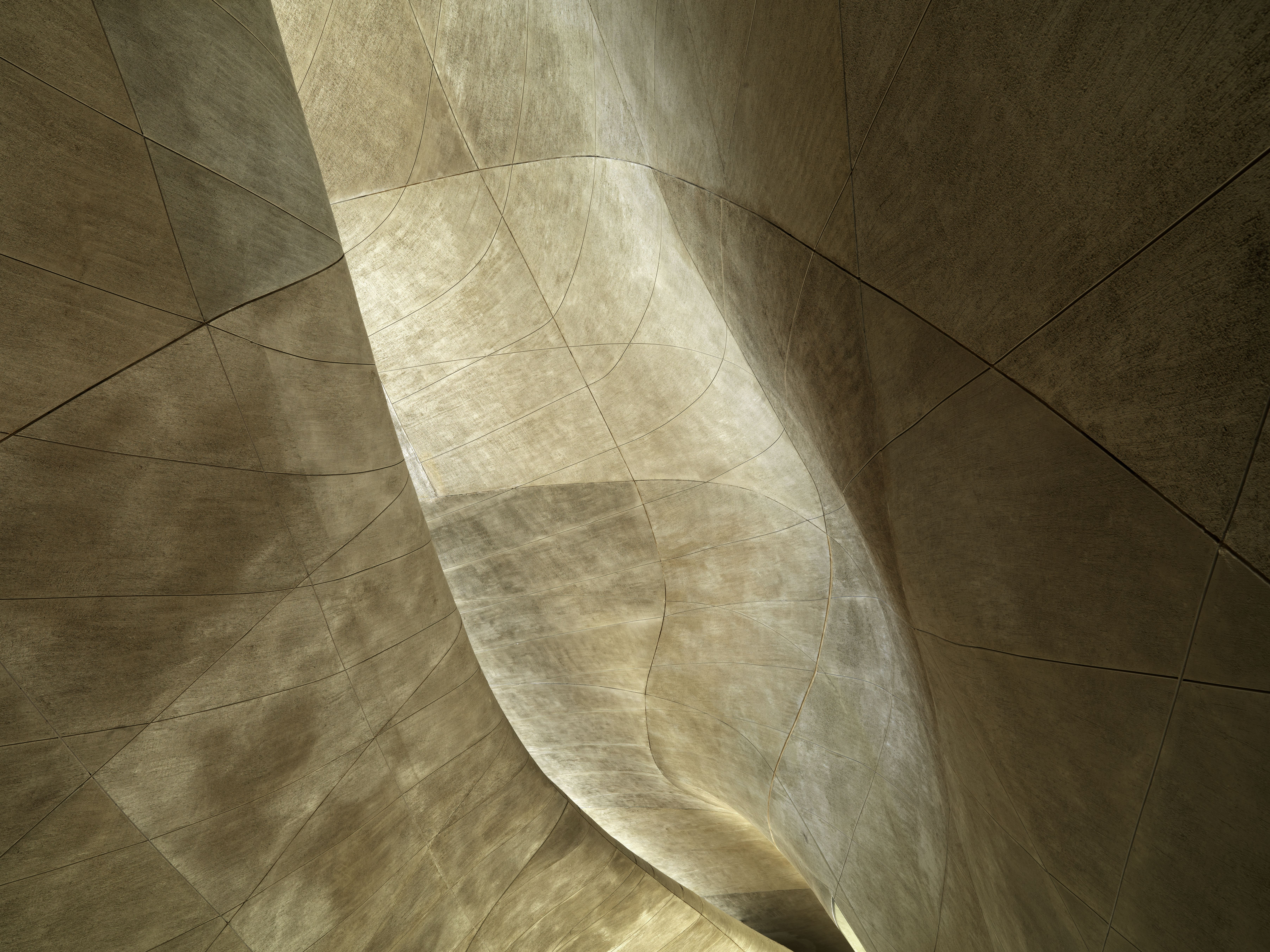
Fragment ściany krzywoliniowej w Muzeum Historii Żydów Polskich w Warszawie zrealizowanej metodą torkretowania

Torkret, torkretowanie – technika dynamicznego nakładania zaprawy lub betonu, polegająca na wtryskiwaniu lub „wstrzeliwaniu” w miejsce wbudowania. Nazwą tą określa się też wynik działania, czyli beton natryskowy. Metodę stosuje się przeważnie przy pracach naprawczych i renowacyjnych.

## Opis
Metodę po raz pierwszy zastosował w 1910 roku Amerykanin Carl Ethan Akeley. W Europie zastosowano ją w 1921 roku w Niemczech, a w 1924 w Wielkiej Brytanii.
Stosowane są dwie metody torkretowania:
- metoda mokra – tradycyjnie przygotowana zaprawa betonowa jest hydraulicznie transportowania do dyszy natryskowej, skąd pneumatycznie jest natryskiwana na wyznaczone miejsce.
- metoda sucha – sucha mieszanka cementu i kruszywa jest umieszczana w torkretnicy, skąd strumieniem sprężonego powietrza jest przesyłana do dyszy natryskowej. Osobno do dyszy doprowadza się wodę. Nawilżenie mieszanki następuje w trakcie natryskiwania.

Wybór metody zależy od możliwości technologicznych i warunków prowadzenia robót.

## Zastosowanie w Polsce
W Polsce metodą torkretowania została zrealizowana m.in. ściana krzywoliniowa w Muzeum Historii Żydów Polskich POLIN w Warszawie.